# Sunnybrook (Nouvelle-Zélande)
Sunnybrook  est une banlieue ouest de la  cité de Rotorua située dans la baie de l’Abondance dans  l’Île du Nord de la Nouvelle-Zélande .

## Démographie
Sunnybrook  avait une population de 2067 habitants  lors du recensement de 2018 en Nouvelle-Zélande, en augmentation de 183 personnes (soit 9,7 %) depuis le recensement de 2013, et une augmentation de 126 personnes (soit 6,5 %) depuis le  recensement de 2006. 
Il y avait 705 logements. 
On comptait:987 hommes et 1083 femmes donnant un sexe-ratio de 0,91 homme pour une femme. 
L’âge médian était de  35,8 ans  (comparé avec les  37,4 ans  au niveau national), avec 480 personnes (soit 23,2 %) âgées de moins de  15 ans , 399 personnes (soit 19,3 %) âgées de  15 à 29 ans , 909 personnes  (soit 44,0 %) âgées de  30 à 64 ans , et 279 personnes (soit 13,5 %) âgées de  65 ans ou plus .
L’ethnicité était pour 73,9 % européens/Pākehā, 32,1 % māori, 3,3 % personnes originaires du Pacifique, 8,3 % asiatiques et 1,3 % d’une autre ethnicités (le total peut faire plus de 100 % dans la mesure où une personne peut se considérer provenant de multiples ethnicités).
La proportion de personnes nées outre-mer était de 17,1 %, comparée avec les 27,1 % au niveau national.
Bien que certaines personnes refusent de donner leur religion, 51,1 % ,’avaient aucune religion, 35,0 % étaient chrétiens, 0,4 % étaient hindouistes , 0,4 % étaient musulmans, 1,0 % étaient bouddhistes et 3,2 % avaient une autre religion.
Parmi ceux d’au moins  15 ans d’âge : 264 personnes (16,6 %) avaient un niveau de licence ou un degré supérieur et 294 personnes (soit 18,5 %) n’avaient aucune qualification formelle.
Les revenus médians  étaient de 29 600 $, comparés avec les 31 800 $ au niveau national. 
Le statut d’emploi de ceux d’au moins  15 ans  était pour 804 personnes (soit 50,7 %): employées à plein temps, 258 personnes (soit 16,3 %) étaient employées à temps partiel et 84 personnes (soit 5,3 %) étaient sans emploi.